# Belgische Martinistenorde
De Belgische Martinistenorde is een orde van martinisten. Het is een para-maçonnieke orde, dus verwant aan, maar geen vrijmetselarij in de letterlijke zin. De orde is ontstaan uit een reorganisatie van de Ordre Martiniste in 1968, toen Philippe Encausse, de Soeverein Grootmeester van de Ordre Martiniste, de Belgische en Nederlandse groepen volledige onafhankelijkheid verleende van de moederbeweging.
Voordien bestond de Belgische groep als een afdeling van de Ordre Martiniste in Parijs, waarvan de Opperraad Emile Ehlers reeds in het begin van de 50'er jaren tot afgevaardigde voor België had benoemd. Op 28 januari 1956 besliste de Opperraad in Parijs Brahy als opvolger te benoemen voor Ehlers, die in de kerstnacht van 1953 overleden was. Brahy kreeg hierbij de titel van Souverain délégué général de l'Ordre, pour le Royaume de Belgique.
De onafhankelijkheid van 1968 werd door de opperraad van de Belgische Martinistenorde bekrachtigd in de zitting van 12 februari 1970, waardoor de titel en functie van Brahy en zijn opvolgers werd: Soeverein Grootmeester van de Belgische Martinisten Orde.

## Soevereine Grootmeesters
- Gustave Lambert Brahy (3 maart 1970 - 1988)
- Nicolas Leruitte (1988 - 2000)
- Robert Francken (2000 - 13/12/2013)
- Roger Huts (13/12/2013 - 7/7/2024)
- Christian Vandekerkhove (7/7/2024 tot heden)